# 퍼트리샤 리디
퍼트리샤 콜린스 리디(영어: Patricia Collins Wrede, 1953년 3월 27일 ~ )는 미국의 판타지 소설가, 아동문학 작가이다.